# Liste von Söhnen und Töchtern der Stadt Luzern
Diese Liste enthält in Luzern geborene Persönlichkeiten, chronologisch nach dem Geburtsjahr sortiert. Die Liste erhebt keinen Anspruch auf Vollständigkeit.

## Bis 1700
- Petermann von Gundoldingen (?–1386), Schultheiss, Teilnehmer an der Schlacht bei Sempach
- Hans Fründ (um 1400 – 1469), Gerichtsschreiber und Chronist
- Niklaus von Meran (um 1440–1493), Kaufmann, Vogt und Tagsatzungsgesandter
- Melchior Russ (um 1450 – 1499), Geschichtsschreiber
- Oswald Myconius (1488–1552), Reformator
- Johannes Xylotectus (1490–1526), Reformator und Kirchenlieddichter
- Johannes Lüthard (um 1490 – 1542), Franziskanerbruder
- Ludwig Carinus (1496–1569), Humanist
- Ludwig Pfyffer von Altishofen (1524–1594), Militärführer und Politiker
- Renward Cysat (1545–1614), Apotheker und Stadtschreiber
- Jakob Meier (1548–1599), Benediktinermönch, Abt des Klosters Muri in den Freien Ämtern
- Renward Forer (1577/1578 – nach 1625), Maler
- Johann Baptist Cysat (1586–1657), Mathematiker und Astronom
- Ludwig Meyer (1587–1663), Statthalter, Landvogt und Ritter
- Jodok Knab (1593–1658), römisch-katholischer Geistlicher, Stiftspropst von St. Leodegar im Hof in Luzern und Bischof von Lausanne
- Helena Pfeiffer (1595–1675), Dominikanerin und Priorin des Klosters St. Katharina in Wil
- Anna Maria Dulliker (1600–1658), Benediktinerin und Priorin
- Maria Lidwina Dulliker (1608–1674), Zisterzienserin und Äbtissin
- Bernhard Keller (1608–1660), Abt von Wettingen
- Nikolaus Göldlin von Tiefenau (1625–1686), Abt von Tennenbach und Wettingen
- Constantius von Sonnenberg (1638–1691), Bibliothekar des Klosters St. Gallen
- Leodegar Bürgisser (1640–1717), Abt von St. Gallen
- Johann Rudolf Dürler (1645–1712), Luzerner Tagsatzungsgesandter, Vogt und Schultheiss
- Scholastika Anderallmend (1647–1722), Zisterzienserin und Kunsthandwerkerin
- Maria Barbara Franziska Balthasar (1660–1737), Äbtissin der Zisterzienserinnen
- Karl Nicolaus Lange (1670–1741), Arzt und Naturforscher

## 1701 bis 1850
- Basilius Balthasar (1709–1776), Bibliothekar des Klosters St. Gallen
- Honorat Peyer im Hof (1716–1785), Bibliothekar des Klosters St. Gallen
- Franz Ludwig Pfyffer (1716–1802), Politiker und Topograf
- Franz Joseph Leonti Meyer von Schauensee (1720–1789), Organist und Komponist
- Maria Franziska Hortensia Segesser von Brunegg (1723–1793), Äbtissin von Hermetschwil
- Joseph Rudolf Valentin Meyer (1725–1808), Patrizier und Ratsherr
- Gerold Meyer (1729–1810), Benediktinermönch, Fürstabt, später Abt des Klosters Muri
- Joseph Anton Felix von Balthasar (1737–1810), Politiker und Staatsmann
- Constantin Reindl (1738–1799), Komponist
- Bernhard II., Rusconi, von Luzern, Abt des Klosters Rheinau 1744–1753
- Jost Dürler (1745–1802), Kommandant der Verteidiger während des Tuileriensturms
- Joseph Ritter (1745–1809), Zimmermann und Brückenbauer
- Franz Joseph Stalder (1757–1833), katholischer Geistlicher, Pädagoge und Dialektologe
- Karl Göldlin von Tiefenau (1759–1826), österreichischer Oberst und Ritter des Maria-Theresia-Ordens
- Franz Bernhard Göldlin von Tiefenau (1762–1819), Geistlicher und Historiker
- Johann Melchior Mohr (1762–1846), katholischer Geistlicher, Politiker der Helvetik
- Franz Bernhard Meyer von Schauensee (1763–1848), Staatsmann
- Thaddäus Müller (1763–1826), Stadtpfarrer von Luzern und Bischöflicher Kommissar
- Maurus Meyer von Schauensee (1765–1802), Schweizer und französischer Militär
- Anna Maria Rüttimann-Meyer von Schauensee (1772–1856), Republikanerin und Salonnière
- Johann Baptist Ludwig Göldlin von Tiefenau (1773–1855), holländischer Generalmajor und Regimentskommandant
- Josef Karl Amrhyn (1777–1848), Schultheiss
- Joseph Anton Salzmann (1780–1854), römisch-katholischer Bischof
- Ludwig von Sonnenberg (1782–1850), General; Ehrenbürger von Genf
- Franz Xaver Schnyder von Wartensee (1786–1868), Komponist und Musikautor
- Alphons Mayr von Baldegg (1789–1875), Militär
- Josef Schumacher im Uttenberg (1793–1860), Staatsmann und Militär
- Josef Franz Karl Amrhyn (1800–1849), Beamter
- Alois Hautt (1806–1871), Buchhändler und Politiker
- Anton Weingartner (1808–1868), Holzstecher, Lithografie-Zeichner und Maler
- Joseph Weingartner (1810–1884), Maler und Lithograf
- Josef Martin Knüsel (1813–1889), Politiker und Jurist
- Felix von Schumacher (1814–1894), Militär
- Joseph Karl Krütli (1815–1867), Bundesarchivar
- Philipp Anton von Segesser (1817–1888), Staatsmann
- Renward Meyer von Schauensee (1818–1895), Politiker
- Jost Schiffmann (1822–1883), Maler, Museumsleiter und Denkmalpfleger
- Robert Zünd (1827–1909), Maler
- Xaver Schwegler (1832–1902), Maler und Lithograf
- Antonio Barzaghi-Cattaneo (1834–1922), Maler
- Jost Meyer-am Rhyn (1834–1898), Maler der Düsseldorfer Schule, Kunst- und Münzsammler
- Theodor von Liebenau (1840–1914), Archivar und Historiker
- Melchior Dönni (1842–1916), Käser und Vertreter der These, die Erde sei flach
- Heinrich Viktor von Segesser (1843–1900), Architekt und Restaurator
- Seraphin Xaver Weingartner (1844–1919), Maler, Restaurator, Denkmalpfleger und Kunstlehrer
- Carl Spitteler (1845–1924), Schriftsteller und Nobelpreisträger
- Karl Silvan Bossard (auch: Johann Karl Bossard; 1846–1914), Goldschmied und Antiquar
- Anna von Liebenau (1847–1915), Schriftstellerin
- Marie Amrein-Troller (1849–1931), Unternehmerin und Stifterin
- Josef Anton Schobinger (1849–1911), Politiker und Baumeister
- Hermann August Heller (1850–1917), Jurist und Politiker, Nationalrat

## 1851 bis 1900
- Franz von Segesser von Brunegg (1854–1936), Propst in der Hofkirche zu St. Leodegar im Hof
- Edmund von Schumacher (1859–1908), Ständerat und Oberst
- Joseph Räber (1860–1934), Buchdrucker und Verleger der katholischen Presse
- Josef Zingg (1863–1953), Eisenbahnmanager
- Franz Zelger (1864–1944), Jurist
- Alois Balmer (1866–1933), Maler, Grafiker und Illustrator
- Emile Lauber (1866–1935), Dirigent, Komponist und Musikpädagoge
- Eva Chamberlain (1867–1942), Tochter von Richard und Cosima Wagner, Gattin von Houston Stewart Chamberlain
- Josef Klemens Kaufmann (1867–1926), Maler
- Siegfried Wagner (1869–1930), deutscher Komponist, Librettist und Dirigent
- Julie Bikle (1871–1962), Unternehmerin
- Peter Xaver Weber (1872–1947), Historiker und Archivar
- Joseph Ambühl (1873–1936), römisch-katholischer Bischof
- Hans Brun (1874–1946), Knochenchirurg und Bergsteiger
- Felix Robert Nager (1877–1959), Otorhinolaryngologe
- Fritz Brun (1878–1959), Komponist und Dirigent
- Albert Moser (1878–1960), Orgelbauer
- Emil Dagobert Schumacher (1880–1914), Chirurg, Assistent und Co-Autor von Ferdinand Sauerbruch am Kantonsspital
- Ernst Hodel junior (1881–1955), Maler
- Eduard Renggli (1882–1939), Zeichenlehrer, Maler, Grafiker und Grafikdesigner
- Agnes von Segesser (1884–1964), Schriftstellerin
- Robert Wuellner (1885–1966), Schauspieler, Regisseur und Filmproduzent
- Eduard Glanzmann (1887–1959), Kinderarzt
- Cécile Lauber (1887–1981), Schriftstellerin
- Adele Schallenmüller (1887–1980), Malerin, Grafikerin und Bildhauerin
- Anna von Segesser (1887–1973), Krankenschwester und Redaktorin
- Max Kopp (1891–1984), Architekt
- Mimi Scheiblauer (1891–1968), Wegbereiterin der Rhythmik
- Armin Meili (1892–1981), Architekt und Politiker
- Alfred Steinmann (1892–1974), Ethnologe
- Otto Zurmühle (1894–1974), Musikpädagoge, Dirigent und Arrangeur
- Eduard Arnold (1895–1977), Politiker und Bundesrichter
- Albert Adolf Zehntner (1895–1975), Maler
- Otto Dreyer (1897–1972), Architekt
- Karl Hofacker (1897–1991), Bauingenieur und Hochschullehrer
- Paul Ruegger (1897–1988), Jurist und Diplomat
- Robert Haefeli (1898–1978), Bauingenieur
- Franz Schneider (1898–1974), Fotograf
- Rudolf Bucher (1899–1971), Arzt und Politiker
- Otto Teucher (1899–1994), Maler und Bildhauer
- Paul Kopp (1900–1984), Pädagoge, Oberstleutnant und Politiker
- Walter Wili (1900–1975), Klassischer Philologe

## 1901 bis 1925
- Urs Küry (1901–1976), christkatholischer Bischof der Schweiz
- Edgar Gretener (1902–1958), Elektroingenieur
- Konrad Farner (1903–1974), Kunsthistoriker, Essayist und sozialistischer Intellektueller
- Max Lienert (1903–1964), Komponist und Musikpädagoge
- Ulrich Meyer (1903–1987), Politiker
- Max von Moos (1903–1979), Maler und Grafiker
- Walter Nigg (1903–1988), Theologe
- Wilhelm Stauder (1903–1981), deutscher Musikwissenschaftler
- Heinrich Auf der Maur (1904–1992), Architekt
- Thelma Furness, Viscountess Furness (1904–1970), US-amerikanische High-Society Lady
- Gloria Morgan-Vanderbilt (1904–1965), US-amerikanische High Society-Lady
- Werner Oswald (1904–1979), Chemiker und Unternehmer
- Eugen Püntener (1904–1952), Bildhauer und Holzschneider
- Hans Urs von Balthasar (1905–1988), Theologe
- Alfred Sidler (1905–1993), Maler und Kunstpädagoge
- Willi Furrer (1906–1985), Elektroingenieur
- Herbert Ernst Groh (1906–1982), Tenor
- Liselotte Moser (1906–1983), schweizerisch-amerikanische Malerin
- Franz Riedweg (1907–2005), Arzt und SS-Obersturmbannführer
- Renée von Balthasar (1908–1986), katholische Ordensfrau und Generaloberin
- Georg Boner (1908–1991), Historiker
- August Boyer (1908–2002), Architekt
- Otto Würsch (1908–1962), Musiker, Komponist und Dirigent
- Hans Erni (1909–2015), Maler, Grafiker und Bildhauer
- Robert Pilchowski (1909–1990), Schriftsteller
- Emil Jauch (1911–1962), Architekt
- Fred Joseph (1911–1943), Pfadfinder, Opfer des Nationalsozialismus
- Ernst Haensli (1912–1986), Ordensgeistlicher und Pädagoge
- Marie Louise Martin (1912–1990), Theologin und Autorin
- Edmund Stadler (1912–2005), Theaterwissenschaftler
- Ernst Michael Lang (1913–2014), Tierarzt, Zoodirektor und Hochschullehrer
- Otto Heller (1914–nach 1945), Eishockey-Nationalspieler
- Josef-Maria Jauch (1914–1974), theoretischer Physiker
- Eugen Ruckstuhl (1914–1996), katholischer Theologe
- Anton Muheim (1916–2016), Politiker, Nationalratspräsident
- Ezechiel Britschgi (1917–2006), Schriftsteller
- Ernst Brunner (1917–1970), Bankier, Mäzen und Hochstapler
- Toni Hagen (1917–2003), Geologe
- Margrit Winter (1917–2001), Schauspielerin
- Margrit Conrad (1918–2005), Sängerin (Alt)
- Jack Metzger (1918–1999), Fotograf
- Sonja Sekula (1918–1963), Künstlerin
- Walter von Moos (1918–2016), Industrieller
- Alfred Waldis (1919–2013), Mitbegründer und Direktor des «Verkehrshauses der Schweiz», Ehrenbürger
- Anselm Lauber (1920–1995), Elektroingenieur
- Alfred A. Schmid (1920–2004), Kunsthistoriker
- Heinrich Stirnimann (1920–2005), römisch-katholischer Geistlicher, Dominikaner und Fundamentaltheologe
- Carlotta Stocker (1921–1972), Künstlerin
- Paul Frick (1922–2018), Professor für Innere Medizin
- Dominik Jost (1922–1994), Germanist, Hochschullehrer und Herausgeber
- Hans Rudolf Meyer (1922–2005), Politiker
- Franco Annoni (1924–1992), Bildhauer, Zeichner, Designer und Kunstpädagoge
- Alphons Egli (1924–2016), Politiker
- Robert Wyss (1925–2004), Holzschneider, Illustrator, Grafiker und Kunstmaler

## 1926 bis 1950
- Rolf Brem (1926–2014), Bildhauer, Zeichner und Grafiker
- Caspar Diethelm (1926–1997), Komponist
- Edmund Müller (1926–2007), Offizier, Divisionär
- Walter Frei (1927–2022), christkatholischer Theologe
- Helmi Gasser (1928–2015), Autorin und Kunsthistorikerin
- André Zünd (1928–2019), Wirtschaftswissenschaftler und Hochschullehrer
- René Altmann (1929–1978), Lyriker
- Josef Bossart (1929–2009), Politiker
- Serge Stauffer (1929–1989), Künstler und Kunstvermittler
- Greti Kläy (1930–2015), Kostümbildnerin
- Alexander Perrig (1930–2023), Kunsthistoriker
- André Thomkins (1930–1985), Maler, Zeichner und Dichter
- Hans W. Kopp (1931–2009), Rechtsanwalt und Medienexperte
- Hans Rudolf Ambauen (1931–2019), Zeichner, Grafiker, Konzeptkünstler
- Rob Gnant (1932–2019), Fotograf, Kameramann und Filmregisseur
- Armin Jordan (1932–2006), Dirigent
- Josef Kupper (1932–2017), Versicherungsmathematiker und Schachspieler
- Otto Wicki (1932–2021), Arzt und Schriftsteller
- Fred Mayer (1933–2021), schweizerisch-deutscher Fotograf
- Emil Steinberger (* 1933), Kabarettist, Schriftsteller, Regisseur und Schauspieler
- Willy Garaventa (1934–2022), Seilbahnpionier und Unternehmer
- Peter Bichsel (1935–2025), Schriftsteller
- Karl Bruggmann (1935–2022), Ringer
- Kurt H. Illi (1935–2010), Verkehrsdirektor der Stadt Luzern
- Franz Kurzmeyer (1935–2024), Politiker, Stadtpräsident Luzern
- Kurt Lüscher (* 1935), emeritierter Ordinarius für Soziologie
- Lea Bischof (1936–2007), Sängerin
- Max Zihlmann (1936–2022), Drehbuchautor
- Peter von Matt (1937–2025), Germanist
- Susi Berger (1938–2019), Grafikerin, Produktdesignerin und Kunsthandwerkerin
- Edith Mathis (1938–2025), Sopranistin und Hochschulprofessorin
- Paul Brühwiler (* 1939), Grafikdesigner und Künstler
- Angy Burri (1939–2013), Künstler und Musiker
- Peter Gauch (* 1939), Rechtswissenschaftler
- Mani Planzer (1939–1997), Musiker und Komponist
- Margrit Schriber (* 1939), Schriftstellerin
- Guido Bachmann (1940–2003), Schriftsteller
- Angelika Bucher-Waldis (* 1940), Schriftstellerin und Journalistin
- Eduard Engelberger (* 1940), Unternehmer und Politiker
- Stanislaus von Moos (* 1940), Kunsthistoriker und Architekturtheoretiker
- Ernst Buchwalder (1941–2014), Maler, Zeichner und Bildhauer
- Villi Hermann (* 1941), Regisseur, Drehbuchautor und Journalist
- Charles B. Blankart (1942–2023), Volkswirtschafter
- Walter Brun (* 1942), Automobilrennfahrer und Rennstallbesitzer
- Walter Haas (* 1942), Sprachwissenschafter und Hochschullehrer
- Otto Marchi (1942–2004), Schriftsteller und Journalist
- Karl Odermatt (* 1942), Fussballspieler
- Kurt Baebi (* 1943), Keyboarder, Pianist und Komponist
- Oskar Bätschmann (* 1943), Kunsthistoriker
- Werner J. Egli (* 1943), Schriftsteller
- Klaus Heer (* 1943), Paartherapeut und Sachbuchautor
- Andreas Lötscher (* 1943), Sprachwissenschaftler und Hochschullehrer
- Max Sieber (* 1943), Regisseur und Unterhaltungsproduzent
- Pierre Triponez (* 1943), Politiker
- Max Waibel (1943–2023), Germanist und Volkskundler
- Irène Wydler (* 1943), Malerin, Zeichnerin und Kunstpädagogin
- Roland von Büren (* 1944), Rechtswissenschaftler, Hochschullehrer
- Ruedi Arnold (1945–2014), Bildhauer
- Marianne Eigenheer (1945–2018), Künstlerin
- Hans Hess (* 1945), Politiker
- Alois Koch (* 1945), Kirchenmusiker, Dirigent und Musikwissenschaftler
- Kurt Steinmann (* 1945), Altphilologe, Übersetzer
- Emil Angehrn (* 1946), Philosoph
- Giorgio Avanti (* 1946), Maler und Autor
- Simone Erni (* 1946), Malerin, Designerin und Gebrauchsgraphikerin
- Johann Alois Wüest (* 1946), Raumplaner und Standortmanager
- Robert Bider (* 1947), Manager im Spitalwesen
- Markus Boyer (* 1947), Architekt
- Rosmarie Dormann (* 1947), Politikerin
- Josef Estermann (* 1947), Politiker
- Margrit Kessler (* 1948), Patientenschützerin und Politikerin
- Kurt Müller (* 1948), Fussballspieler
- Jean Odermatt (* 1948), Künstler und Soziologe
- Fredy Studer (1948–2022), Schlagzeuger
- Bruno Zurkirchen (* 1948), Architekt
- Beno Meier (* 1949), Altphilologe und Schriftsteller
- Alfred Muff (* 1949), Opernsänger
- Jörg Schmid (* 1949), Rechtswissenschaftler, Hochschullehrer
- Georges Theiler (* 1949), Politiker
- Marco Vanoli (* 1949), Unternehmer und Autorennfahrer
- Kurt Zurfluh (1949–2017), Fernseh- und Radiomoderator
- Fritz Zaugg (1950–2013), Schauspieler, Hörspielautor

## 1951 bis 1975
- Luciano Castelli (* 1951), Maler, Grafiker, Fotograf und Bildhauer
- Markus Felber (* 1951), Jurist und Journalist
- Iris Minder, geb. Kehl (* 1951), Regisseurin und Autorin
- Ellen Ringier, geb. Lüthy (1951–2025), Verlegerin und Mäzenin
- Alice Schmid (* 1951), Regisseurin, Filmemacherin und Schriftstellerin
- Eva Brunner (* 1952), Autorin
- Urs Leimgruber (* 1952), Saxophonist
- Louis Schelbert (* 1952), Politiker
- Heinz Affolter (* 1953), Musiker
- Antonia Limacher (* 1953), Komikerin
- Artur K. Vogel (* 1953), Journalist
- Brigitte Hauser-Süess (* 1954), Politikerin
- Claire Huguenin (1954–2018), Juristin und Obligationenrechtlerin
- Marcel Konrad (* 1954), Schriftsteller
- Peter Weingartner (* 1954), Schriftsteller
- Richard Bucher (1955–2012), Eishockeytorhüter
- Josef Estermann (* 1955), Soziologe und Jurist
- Felix Hauswirth (* 1955), Dirigent, Musikpädagoge und Experte für Blasmusik
- Orsolina Lehner Bundi (* 1955), Schauspielerin, Regisseurin und Autorin
- Fritz Muri (* 1955), Journalist und Dokumentarfilmer
- Carmen Anhorn (* 1956), Sängerin (Sopran, Mezzosopran)
- Martin Zurmühle (1956–2024), Architekt, Fotograf und Autor von Fotolehrbüchern
- Josef Helfenstein (* 1957), Kunsthistoriker und Museumsdirektor
- Röbi Koller (* 1957), Radio- und Fernsehmoderator
- Bruno Staffelbach (* 1957), Wirtschaftswissenschaftler
- Fritz Franz Vogel (* 1957), Fotograf, Fotohistoriker, Herausgeber und Verleger
- Rosmarie Quadranti (* 1957), Politikerin, Nationalrätin
- Konrad Graber (* 1958), Politiker
- Stefan Ineichen (* 1958), Sachbuchautor
- Stephan Klapproth (* 1958), Fernsehmoderator
- Wolfgang Meighörner (* 1958), Historiker
- Thomas Mettler (* 1958), Tänzer, Schauspieler und Regisseur
- Felix Müri (* 1958), Politiker
- Albrecht Schnider (* 1958), Maler und Zeichner
- Ursula Stämmer-Horst (1958–2020), Pflegefachfrau, Politikerin, Stadträtin, Synodalpräsidentin Luzern
- Gisela Widmer (* 1958), Prosa- und Theaterautorin, Kolumnistin und Dozentin
- Albin Brun (* 1959), Musiker
- Mario Rossori (* 1959), österreichischer Musikproduzent und -verleger
- Sonja A. Buholzer (* 1960), Wirtschaftsreferentin und Autorin
- Jolanda Egger (* 1960), Schauspielerin, Schönheitskönigin, Model und Rennfahrerin
- Vera Kaa (* 1960), Sängerin
- Ralph Schraivogel (* 1960), Plakatgestalter
- Heidi Brunner (* 1961), Opernsängerin
- Thomas Greminger (* 1961), Diplomat, Generalsekretär der OSZE
- Thomas Mejer (* 1961), Saxophonist, Komponist und Hochschullehrer
- Irene Naef (* 1961), Künstlerin
- Jolanda Steiner (* 1961), Autorin und Märchenerzählerin
- Josef Stübi (* 1961), römisch-katholischer Geistlicher, Weihbischof in Basel
- Ueli Christen (* 1962), Filmeditor
- Thomas Imbach (* 1962), Filmemacher
- Urban Frye (* 1962), Grossstadtrat, Kantonsrat (Grüne)
- Bessie Nager (1962–2009), Künstlerin
- Armin Risi (* 1962), Dichter, Veda-Philosoph und Sachbuchautor
- Hildegard Aepli (* 1963), Theologin
- Marcel Barsotti (* 1963), Filmkomponist
- Paul Estermann (* 1963), Springreiter
- Philipp Gmür (* 1963), Jurist und Versicherungsmanager
- Franz Grüter (* 1963), Unternehmer und Politiker (SVP)
- Aldo Gugolz (* 1963), Regisseur, Autor, Kameramann und Filmproduzent
- Tobias Ineichen (* 1964), Regisseur
- Stephan Turnovszky (* 1964), Weihbischof
- Thomas Hösli (1965–2007), Gitarrist, Sänger, Songwriter und Entertainer
- Hippolyt Kempf (* 1965), Nordischer Kombinierer und Olympiasieger
- Iris Bohnet (* 1966), Verhaltensökonomin und Hochschullehrerin
- Markus Breitschmid (* 1966), Architekturtheoretiker und Autor
- Matthias Christen (* 1966), schweizerisch-deutscher Literatur-, Film- und Medienwissenschaftler
- Rolf Dobelli (* 1966), Schriftsteller und Unternehmer
- Patricia Dormann (* 1966), Beachvolleyballspielerin
- Lorenz Andreas Fischer (* 1966), Fotograf
- Felix Gmür (* 1966), Theologe und Bischof von Basel
- Stefan Bächler (* 1967), Künstler (MINO)
- Luca Di Blasi (* 1967), deutsch-italienischer Philosoph
- Gabriel Felder (* 1967), Musiker
- Philomena Colatrella (* 1968), Versicherungsmanagerin
- Patrick Jonsson (* 1968), Sänger und Songwriter
- Christina Rast (* 1968), Theaterregisseurin
- Marian Rosenfeld (* 1968), Pianistin
- Gabriela Mattmann (* 1969), Volkskundlerin und Autorin
- Antoinette Weibel (* 1969), Hochschullehrerin für Personalmanagement
- Susanne Hofer (* 1970), Künstlerin in den Bereichen Video und Installation
- Carlos Lima Fuentes (* 1970), Handballspieler und -trainer
- Alexandre Schmidt (* 1970), Politiker
- Peter Keller (* 1971), Journalist und Politiker
- Beat Müller (* 1971), Mediziner, Chirurg und Hochschullehrer
- Irène Straub (* 1971), Sängerin
- Michèle Albrecht (* 1972), Politikerin
- Carolina Lüthi (* 1972), Ruderin und Radsportlerin
- Patrick Rölli (* 1972), Skilangläufer
- Sibylle Briner (* 1973), Pianistin
- David Fermer (* 1973), Buchautor
- Franz Hellmüller (* 1973), Jazzmusiker
- Hannes Koch (* 1973), Politiker (Grüne)
- Mike Schifferle (* 1973), Triathlet
- Andrea Štaka (* 1973), Regisseurin und Drehbuchautorin
- Simon Stürm (* 1973), Ruderer
- Veronika Bachmann (* 1974), römisch-katholische Theologin
- Thomas Häberli (* 1974), Fussballspieler
- Urs Peter Halter (* 1974), Schauspieler
- Lucille Hunkeler (* 1974), italienisch-schweizerische Radsportlerin
- Manuel Menrath (* 1974), Historiker
- Dominik Riedo (* 1974), Germanist und Schriftsteller
- Matthias Bolliger (* 1975), Chef-Kameramann/DoP & Coach
- Lukas Ettlin (* 1975), Kameramann und Regisseur
- Philippe Graber (* 1975), Schauspieler
- Stephan Sigrist (* 1975), Autor, interdisziplinärer Stratege und Redner

## 1976 bis 2000
- Nuria Fernández (* 1976), spanische Mittel- und Langstreckenläuferin
- Edy Portmann (* 1976), Informatiker
- Nadia Erni (* 1977), Beachvolleyballspielerin
- Cornel Frey (* 1977), Opernsänger
- Sabrina Frey (* 1978), Flötistin
- Gerardo Seoane (* 1978), Fussballspieler und -trainer
- Sara Bachmann (* 1979), Fernsehmoderatorin
- Nicole Brändli (* 1979), Radrennfahrerin
- Manuela Pfrunder (* 1979), Grafikerin
- Giacomo Santiago Rogado (* 1979), Maler
- Claudio Castagnoli (* 1980), Wrestler
- Reto Kobach (* 1980), Eishockeyspieler und -trainer
- Anna Kubelík (* 1980), Künstlerin und Gestalterin
- Sipho Mabona (* 1980), Origami-Künstler
- Raffael Zeder (* 1980), Fussballschiedsrichter und Schiedsrichterassistent
- Tobias Blättler (* 1981), Rennfahrer
- Sarah Buechi (* 1981), Jazzsängerin und Komponistin
- Ivo Gass (* 1981), Hornist
- Roger Kaufmann (* 1981), Schauspieler und Produzent
- Michael Koch (* 1982), Regisseur und Drehbuchautor
- Patrick Nuo (* 1982), Sänger
- Ramona Stöckli (* 1982), Reality-TV-Darstellerin und Influencerin
- Yves Bossart (* 1983), Philosoph
- Sarah Chaksad (* 1983), Jazzmusikerin
- Korintha Bärtsch (* 1984), Politikerin (Grüne)
- Matthias Britschgi (* 1985), Schauspieler
- Luzia von Wyl (* 1985), Jazzpianistin
- Fabian Schnyder (* 1985), Eishockeyspieler
- Sebastian Strinning (* 1985), Jazzmusiker
- Jasmin Bieri (* 1986), Volleyballspielerin
- Manuel Troller (* 1986), Jazz- und Fusionmusiker
- Semjon Bulinsky (* 1987), deutsch-schweizerischer Opern- und Operettensänger (Tenor)
- Lukas Gernet (* 1987), Jazz- und Volksmusiker
- Ariella Kaeslin (* 1987), Kunstturnerin
- Claudio Lustenberger (* 1987), Fussballspieler
- Mauro Peter (* 1987), Opernsänger
- Matthias Koch (* 1988), Schauspieler
- Franziska Inauen (* 1989), Marathonläuferin und Schweizer Meisterin
- Yannick Mettler, geb. Amberg (* 1989), Rennfahrer
- Ridge Munsy (* 1989), Fussballspieler kongolesischer Herkunft
- Reiko Peter (* 1989), Squashspieler
- Valentin Stocker (* 1989), Fussballspieler
- Lior Etter (* 1990), Fussballspieler und Gründer von WfW
- Béla Rothenbühler (* 1990), Dramaturg und Autor
- Nik Tominec (* 1991), schweizerisch-slowenisch-kroatischer Handballspieler und -funktionär
- Simone Felber (* 1992), Mezzosopranistin, Jodlerin und Chorleiterin
- Hekuran Kryeziu (* 1993), kosovarisch-schweizerischer Fussballspieler
- Lino Martschini (* 1993), Eishockeyspieler
- Haxhi Neziraj (* 1993), albanisch-schweizerischer Fussballspieler
- Salomo Schweizer (* 1993), Oboist und Englischhornist
- Sebastian Osigwe (* 1994), nigerianisch-schweizerischer Fussballspieler
- Lara Stalder (* 1994), Eishockeynationalspielerin
- Loredana (* 1995), kosovarische Rapperin
- Yannick Schmid (* 1995), Fussballspieler
- Dominique Devenport (* 1996), schweizerisch-US-amerikanische Schauspielerin
- Stefan Knežević (* 1996), Fußballspieler
- Xenia Hodel (* 1998), Handballspielerin
- Maia Arson Crimew (* 1999), Computer-Hackerin und Aktivistin
- Yaël Meier (* 2000), Schauspielerin und Journalistin

## Ab 2001
- Darian Males (* 2001), schweizerisch-serbischer Fussballspieler
- Ambre Allinckx (* 2002), Squashspielerin
- Luca Jaquez (* 2003), Fussballspieler
- Pascal Loretz (* 2003), Fussballspieler
- Luca Sigrist (* 2005), Handballspieler